# Nepenthes murudensis
Nepenthes murudensis este o specie de plante carnivore din genul Nepenthes, familia Nepenthaceae, ordinul Caryophyllales, descrisă de Culham, Jebb și Martin Roy Cheek. Conform Catalogue of Life specia Nepenthes murudensis nu are subspecii cunoscute.

## Galerie de imagini

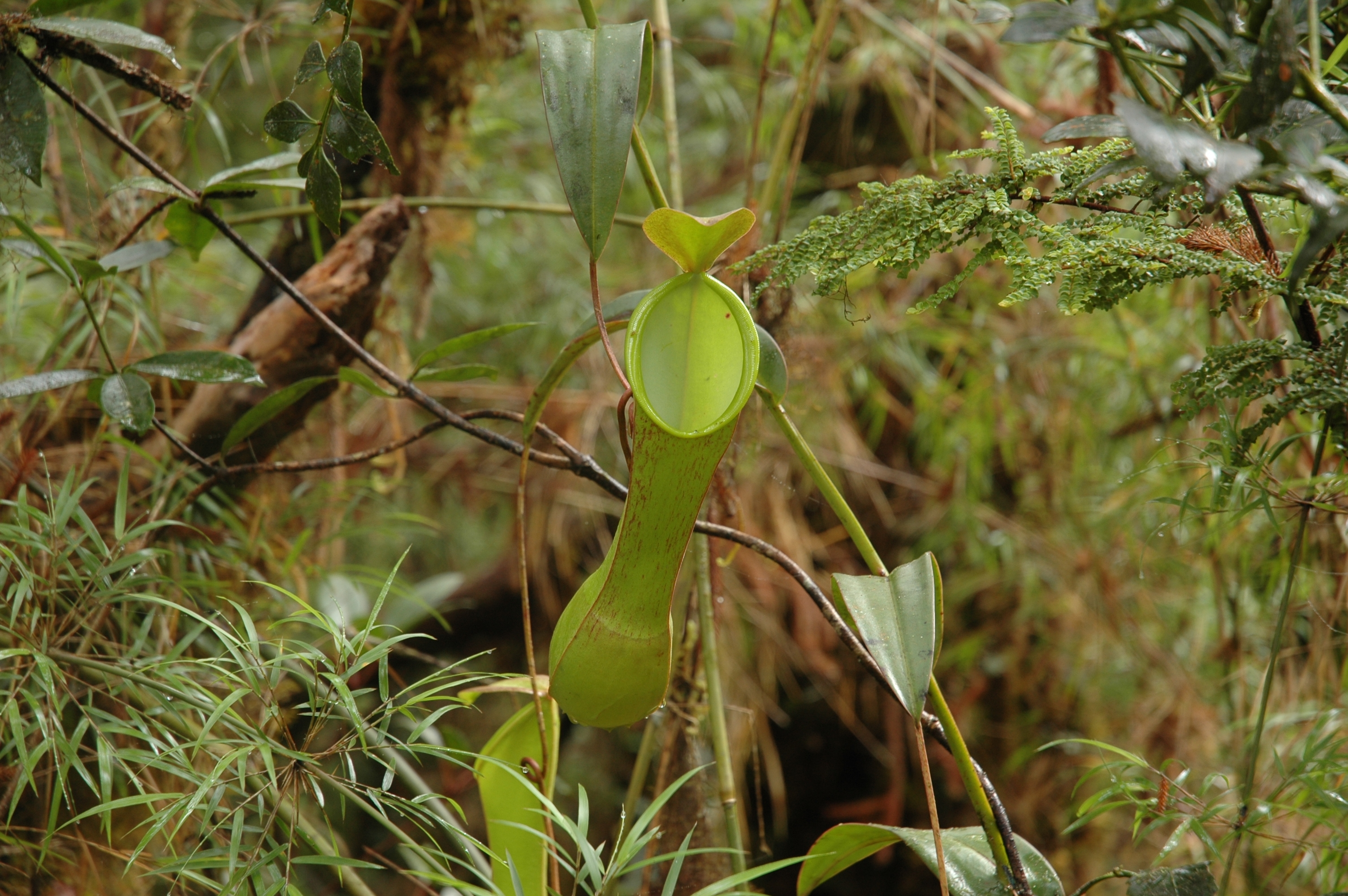
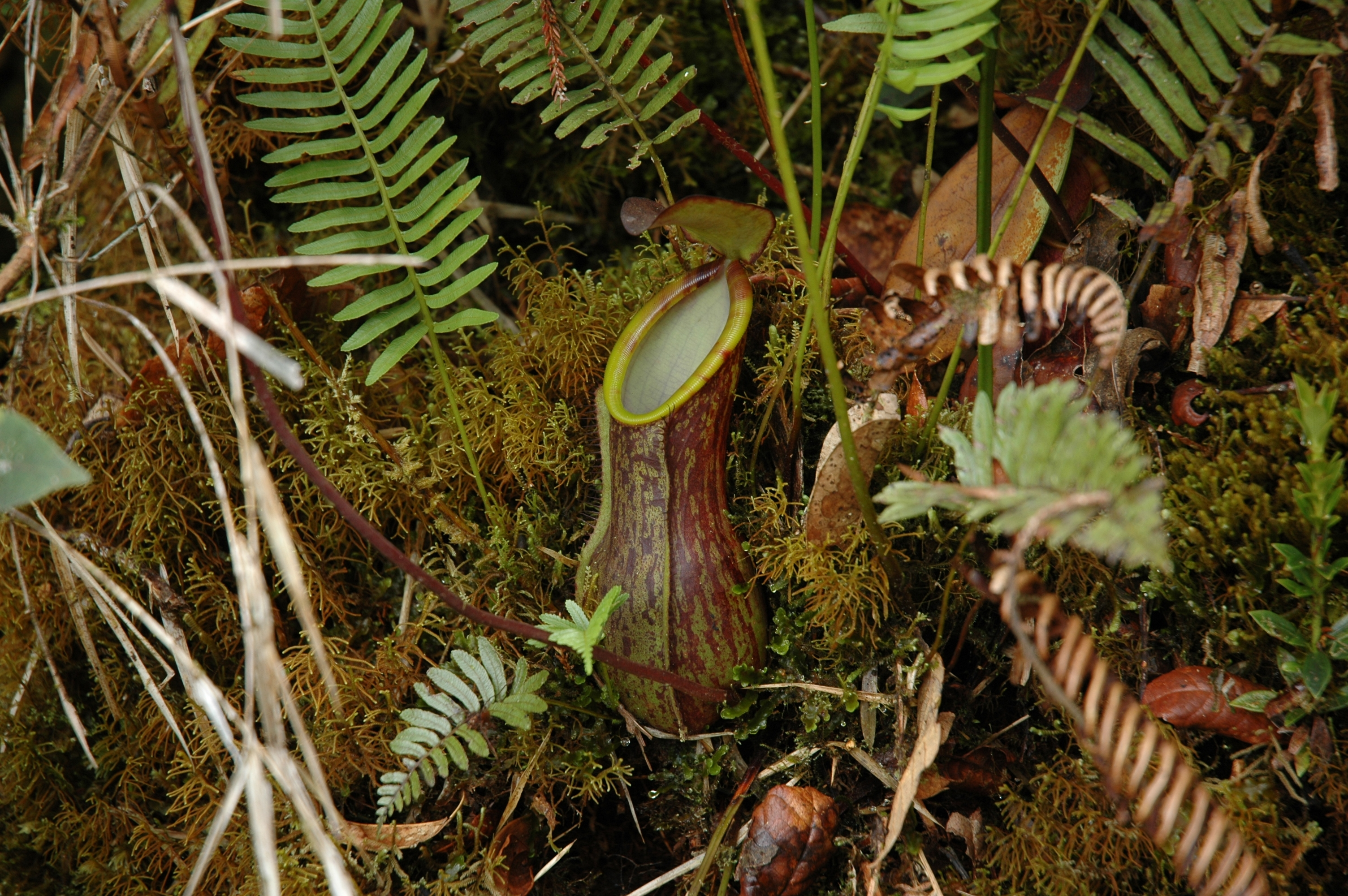
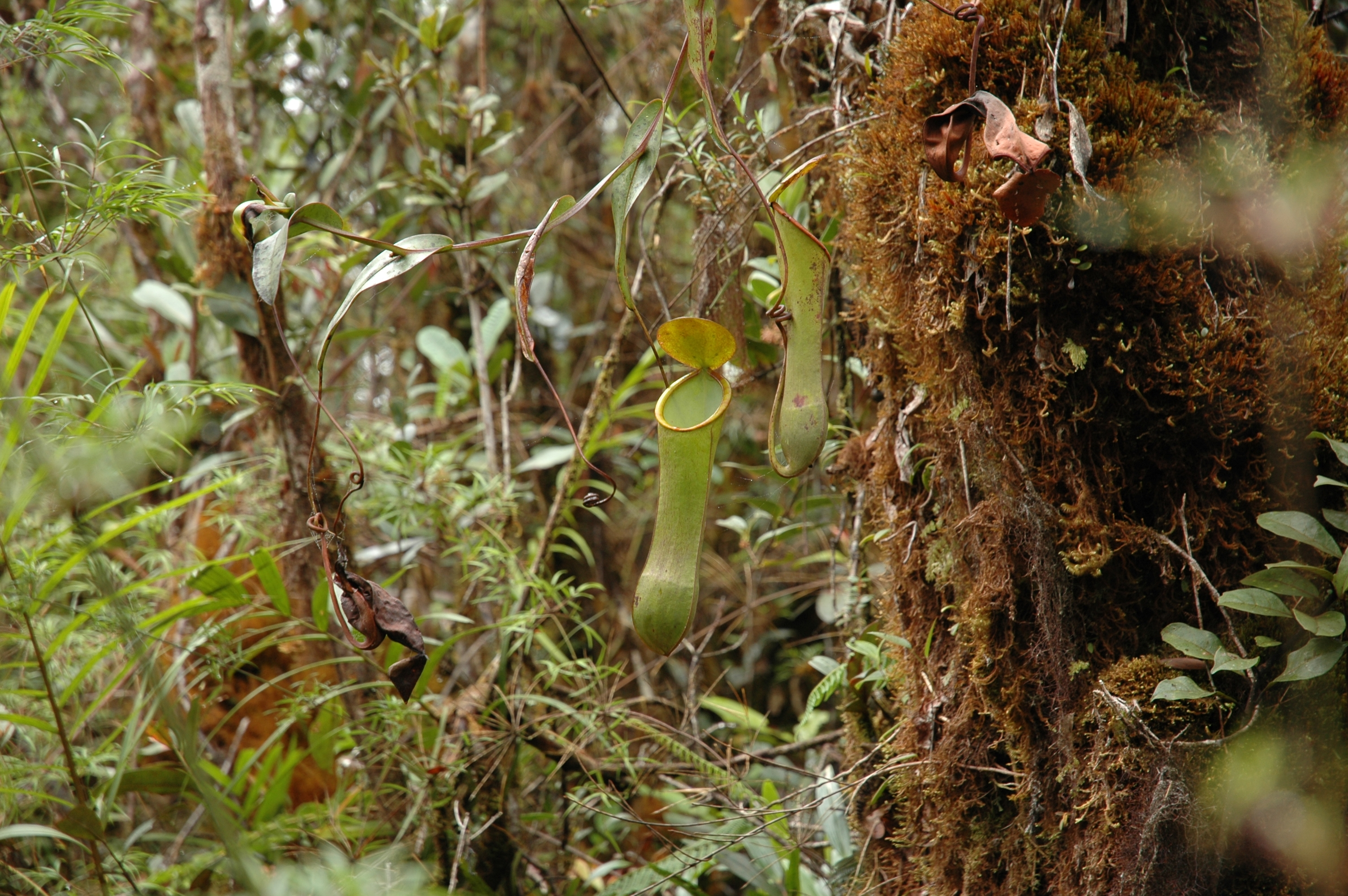
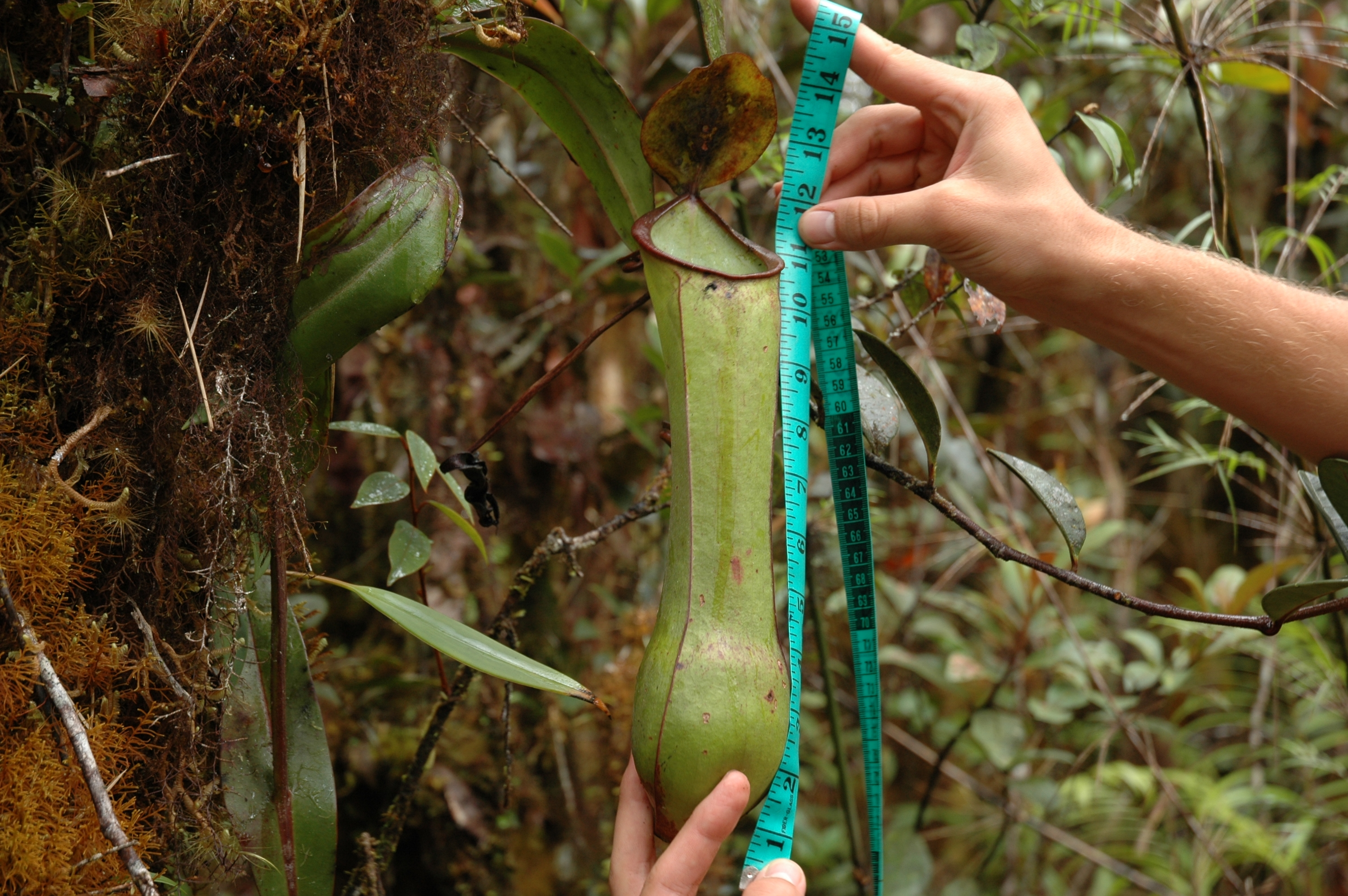
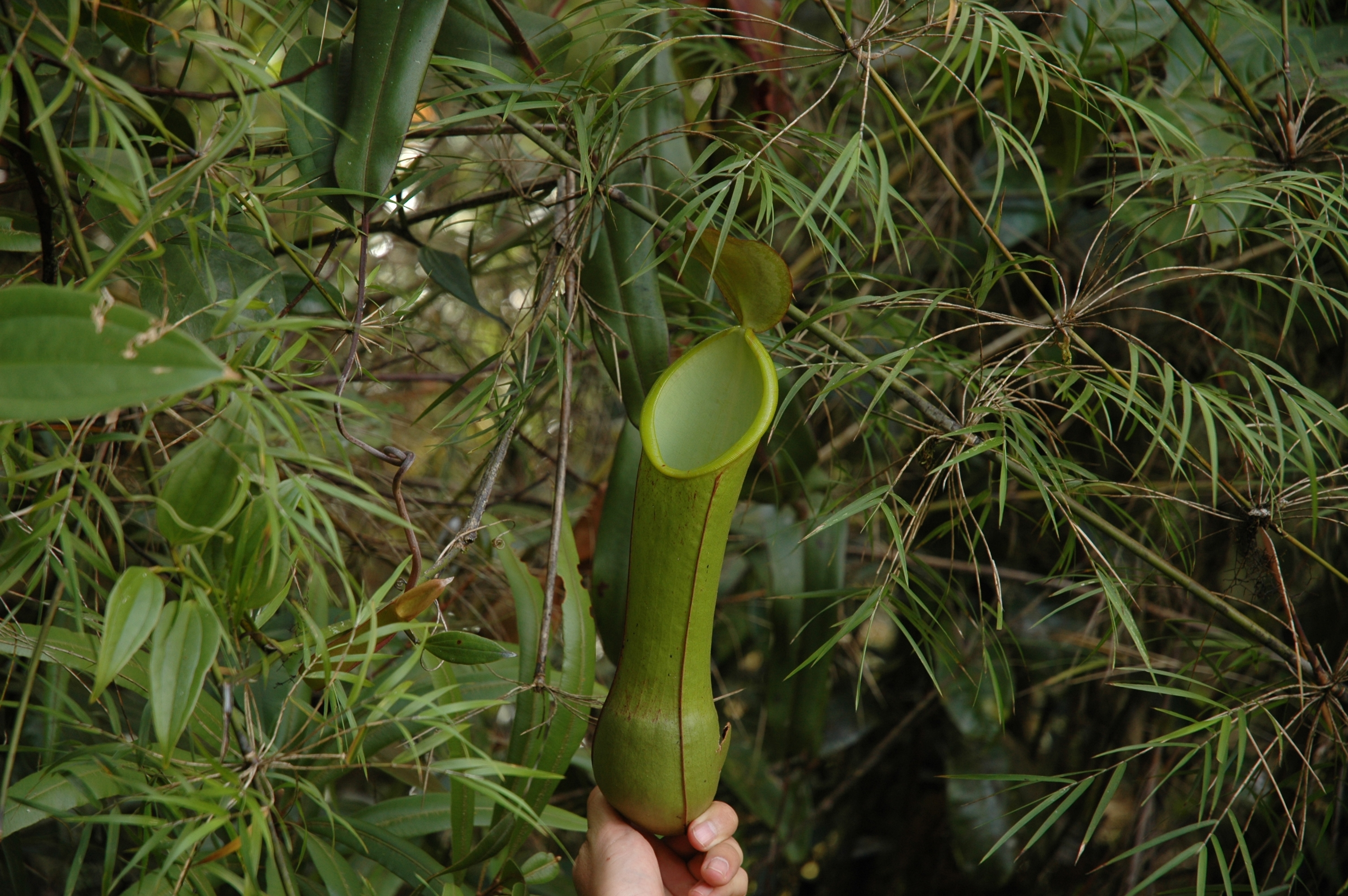
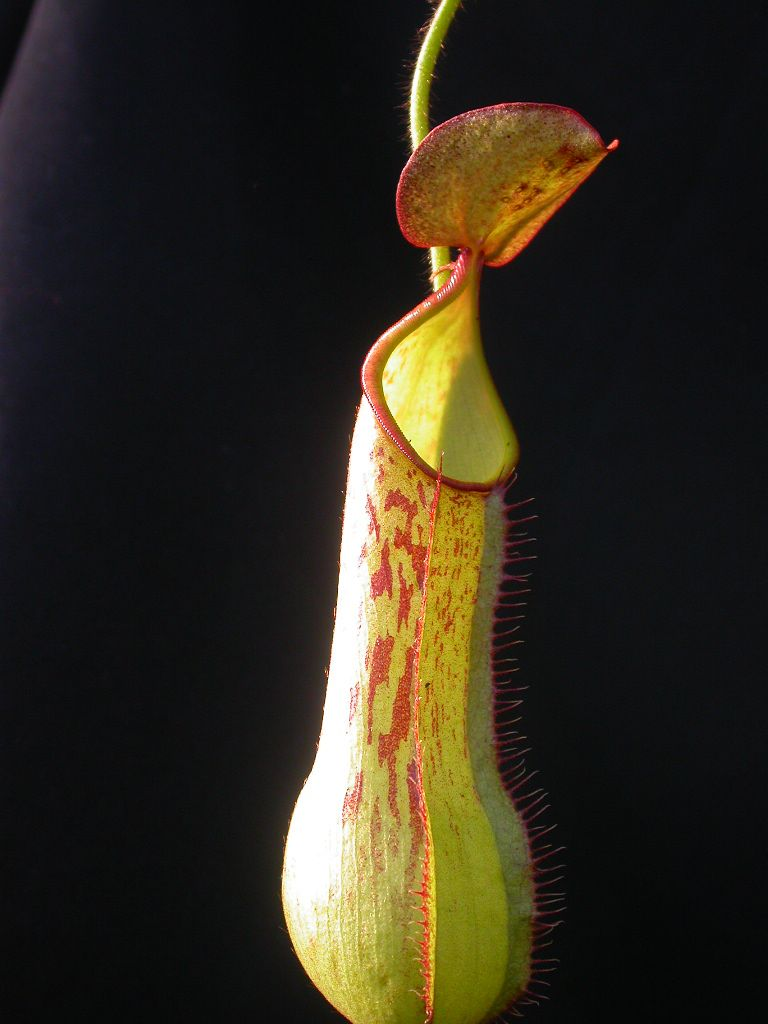